# جيمس هارلان ستيل
جيمس هارلان ستيل (بالإنجليزية: James Harlan Steele)‏ هو طبيب بيطري أمريكي، ولد في 1913، وتوفي في 2013.